# シー・エフ・デー販売
シー・エフ・デー販売株式会社（CFD販売株式会社、シー・エフ・デーはんばい、CFD SALES INC.）は、愛知県名古屋市中区に本社を置くパソコン部品および周辺機器の製造販売を行うメルコグループの企業である。

## 概要
旧社名は「近畿システィムサービス株式会社」で、本社は大阪市にあった。1992年（平成4年）に事業の一つで祖業でもあったオムロン製自動改札機、ATM、両替機の受託保守業務を、「近畿フィールドエンジニアリング株式会社」（後のオムロンフィールドエンジニアリング西日本株式会社）に分社したのち、1996年（平成8年）10月に株式会社メルコ（現・株式会社バッファロー）が株式の50.3%を取得し、同社の子会社となった。その後「シー・エフ・デー販売株式会社」に商号を変更し、2004年（平成16年）3月より持株会社である株式会社メルコホールディングスの100%子会社となっている。
主な事業はメモリやストレージなどパソコン部品の開発・製造のほか、「玄人志向」のブランド名で自作パーツなどの販売も行っており、玄人志向のビデオカードは2016年度に13年連続BCNシェアNo,1を達成している。
また、海外メーカー各社の正規販売代理店でもあり、AMD、Asrock、GIGABYTEなどCPU、マザーボード、ビデオカード取扱いの他、WesternDigital、Seagate、東芝など大手ストレージメーカー製品、さらに、国内トップシェアのCFDブランドメモリなど、取扱いメーカー及び製品ラインナップは多岐にわたる。
近年はドローンで最大手のDJI、性能に定評のあるSamsungやCrucialのメモリ/SSD、台湾ASUSのグループ企業であるASUSTOR、映像放送機器分野で成長しているBlackmagic Designなどの取扱いも開始しており、「玄人志向ブランドの専門販売会社」から「IT製品の総合商社」へ業態変化が進んでいる。
メルコグループ内ではバッファローに次ぎ、第2位の売上高を占める。
「CFD」の「CF」は「シーエフ」と英語発音、「D」は、「デー」とドイツ語発音である。

## 主な製品
- メモリ
- フラッシュメモリ
- ハードディスク
- ビデオカード
- SSD
- ドローン
- NAS

ほか

## 事業所
- 本社（名古屋市中区）[1]
- 東京支店（東京都千代田区）[1]
- 大阪支店（大阪市中央区）[1]
- 物流センター（愛知県春日井市）[1]

## 関連会社
- バッファロー

他メルコグループ各社